# Natalia Peterson
Natalia Vilhelmina Peterson, född 8 juli 1878 i Torslunda socken på Öland, död där 23 december 1966, var en svensk silhuettklippare.
Hon var dotter till skomakarmästaren Anders Petter Törnkrantz och Karolina Brosander och från 1923 gift med Per August Peterson. Hon var en av de sista representanterna och utövare av silhuettkonsten i Sverige och den sista i släkten Törnkrantz där konstformen gått i arv under fyra generationer. Vid 16 års ålder flyttade hon till Stockholm och var bland annat anställd vid LM Ericsson i 26 år. Därefter återflyttade hon till hembygden och utövade sin konst. För den danska konsttidskriften Aarstiderne utförde hon ett antal klipp som användes i ett julnummer 1951. Peterson är representerad vid Nordiska museet i Stockholm, Kalmar läns museum och vid hembygdsmuseet i Långlöt på Öland.